# ГЕС Hunderfossen
ГЕС Hunderfossen — гідроелектростанція на півдні Норвегії, менш ніж за десять кілометрів на північ від Ліллегаммера. Знаходячись після ГЕС Harpefossen, становить нижній ступінь каскаду на річці Гудбраннсдалслоген, яка дренує озеро Lesjaskogsvatnet (Lesjavatn) та завершується у озері Мйоса, котре через Ворму та Гломму належить до басейну Осло-фіорду. Можливо відзначити, що Lesjaskogsvatnet відоме своєю біфуркацією, оскільки дає також початок річці Раума (впадає до Romsdalsfjord на протилежному березі країни від Осло-фіорду).
У 1953 році річку перекрили бетонною греблею заввишки 16 метрів та завдовжки 280 метрів. Вона утримує водосховище з дуже незначним коливанням рівня води — між позначками 171 та 172 метри НРМ, чому відповідає корисний об'єм у 4 млн м3. Втім, розташовані вище по сточищу Гудбраннсдалслоген електростанції (наприклад, споруджені на правих притоках ГЕС Фрамрусте, Øvre Vinstra та Nedre Vinstra) мають значні резервуари, котрі забезпечують на етапі ГЕС Hunderfossen великий загальний об'єм водосховищ системи — 1002 млн м3.
У 1963-му біля греблі у правобережному масиві облаштували машинний зал з двома турбінами типу Каплан потужністю по 49,6 МВт. В 2000—2002 роках їх замінили на нові загальною потужністю 112 МВт. При напорі у 46,4 метра вони повинні виробляти 608 млн кВт-год електроенергії на рік.
Відпрацьована вода через відвідний тунель завдовжки 2 км повертається у річку.
Для забезпечення природної міграції риби гребля обладнана рибоходом завдовжки 170 метрів.